# AMC-8
O AMC-8 (também conhecido por Aurora 3, e antigamente por GE-8) foi um satélite de comunicação geoestacionário construído pela Lockheed Martin que esteve localizado na posição orbital de 139 graus de longitude leste e foi operado inicialmente pela GE Americom e, posteriormente pela SES. O satélite foi baseado na plataforma A2100A e sua vida útil estimada era de 15 anos. O satélite saiu de serviço em dezembro de 2022 e foi enviado para a órbita cemitério.

## História
O nome original do satélite era GE-8, mas como os satélites GE foram renomeados para AMC após a compra da GE Americom pela SES.
O AMC-8 pesa 2,2 tonelada (com combustível) o mesmo carrega 24 transponders em banda C para fornecer áudio, vídeo e internet de banda larga e comunicações para o território continental dos EUA, o Alasca e no Caribe após o estacionamento a 139 graus de longitude oeste. O AMC-8 é usado pela Alascom como Aurora 3.

## Lançamento
O satélite foi lançado com sucesso ao espaço no dia 20 de dezembro de 2000, às 00:26 UTC, por meio de um veículo Ariane 5G, que foi lançado a partir do Centro Espacial de Kourou na Guiana Francesa, juntamente com os satélites Astra 2D e LDREX 1. Ele tinha uma massa de lançamento de 2.015 kg.

## Capacidade e cobertura
O AMC-8 era equipado com 24 transponders em banda C para prestar serviços de telecomunicação o Canadá, Caribe e Estados Unidos.